# Bernhard Sekles

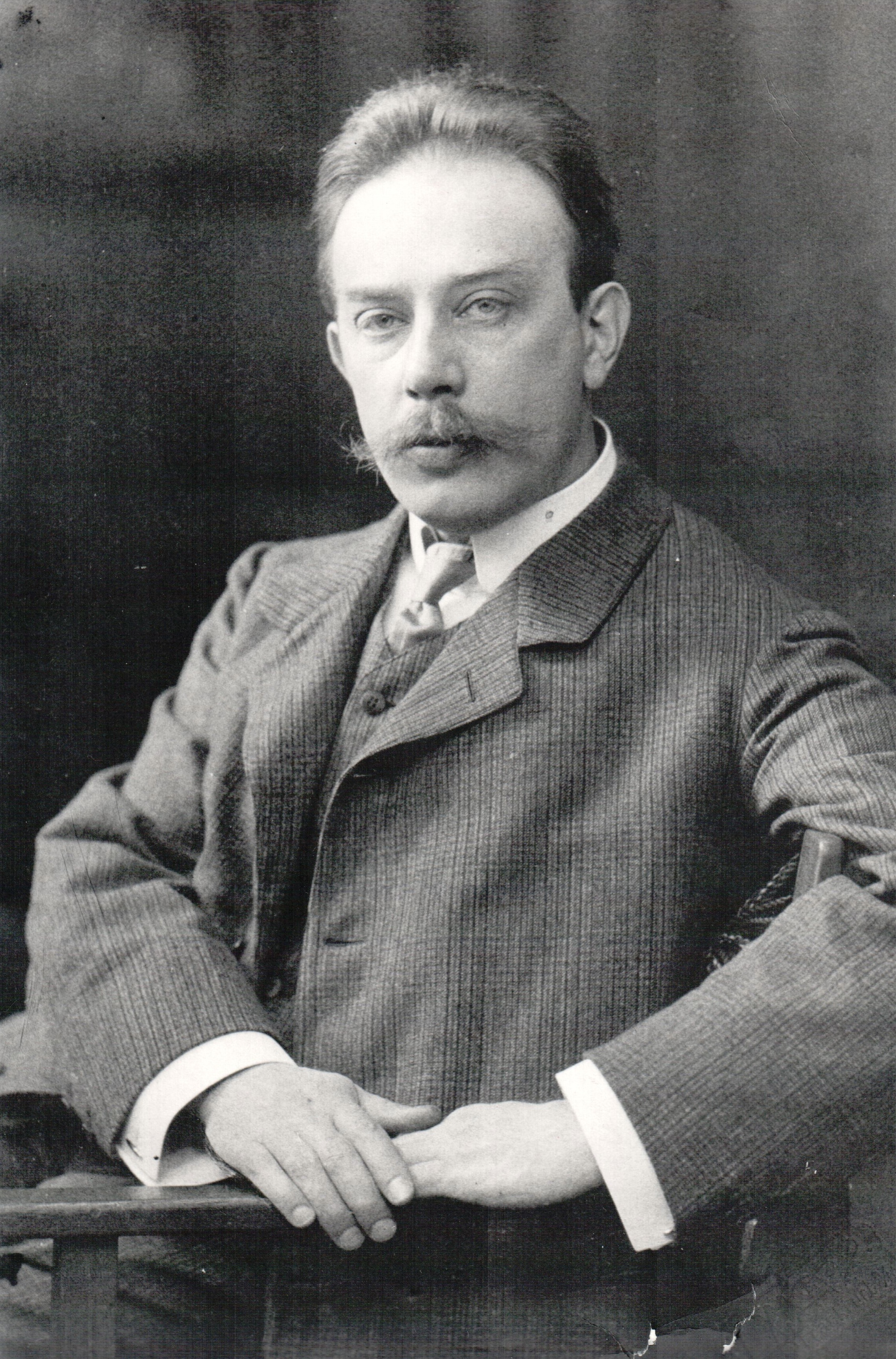
Bernhard Sekles.

Bernhard Sekles, född 20 mars 1872 i Frankfurt am Main, död där 8 december 1934, var en tysk tonsättare. 
Sekles studerade vid Joseph Hochs musikkonservatorium i födelsestaden och blev 1896 lärare i musikteori vid denna läroanstalt. Han skrev exotiskt färgade kompositioner, däribland solosånger, mans- och damkörer, operan Scheherazade (1917), den komiska operan Die Hochzeit des Faun (1921), de symfoniska dikterna Aus den Garten der Semiramis och Die Temperamente samt serenad för 11 soloinstrument.